# De Naal
De Naal is een polder en buurtschap in de gemeente Texel in de provincie Noord-Holland.
De Naal op het Nederlandse waddeneiland Texel is van oorsprong een stroombedding of baai aan het Marsdiep. De naam was tot het eind van de Middeleeuwen Den Andel, later verbasterd naar Den Aal. Weer later versprong de n en werd het De Naal. De naam Den Andel was weer afgeleid van de Friese benaming voor het gebied, Antlida.

## Geschiedenis
Het Marsdiep zelf ontstond in de loop van enkele eeuwen en vooral een paar stormvloeden, waarvan die van 1170 en 1196 waarschijnlijk van doorslaggevend belang waren. Door verheling, een proces van aan land vastgroeiende zandbanken, ontstond de baai Den Andel. Deze moet ongeveer de oriëntatie gehad hebben van de thans zuidelijker gelegen Mokbaai. De baai deed soms dienst als ankerplaats voor schepen die wachtten op gunstige winden. In die zin was zij een voorloper van de rede van Texel. 
In de eerste helft van de veertiende eeuw begon de baai te verzanden en in 1378 kon zij worden ingedijkt en gebruikt worden voor bewoning.

## Heden
De polder ligt nu deels in het dorp Den Hoorn, zoals het dorpsplein De Naal. De rest van de polder is van bescheiden afmeting en De Naal wordt ook gebruikt als plaatsnaam voor de buurtschap die er ligt.